# Sadie Jones
Sadie Jones (Londra, 1967) è una scrittrice e sceneggiatrice britannica.

## Biografia
Figlia dello sceneggiatore Evan Jones e dell'attrice Joanna Jones, dopo aver abbandonato gli studi ha lavorato come cameriera, produttrice di video e ha iniziato a scrivere le sue prime sceneggiature a Parigi.
Nel 2008 ha esordito nella narrativa con il romanzo Il bambino del fiume, vincitore di un premio Costa e trasposto in miniserie televisiva nel 2015.
Successivamente ha dato alle stampe altri 4 romanzi, l'ultimo dei quali è The Snakes, uscito nel 2019.

## Opere

### Romanzi
- Il bambino del fiume (The Outcast), Milano, Mondadori, 2008 traduzione di Silvia Rosa Sperti ISBN 978-88-04-57710-2.
- Piccole guerre (Small Wars, 2009), Milano, Mondadori, 2010 traduzione di Maria Carla Dallavalle ISBN 978-88-04-60428-0.
- The Uninvited Guests (2012)
- Fallout (2014)
- The Snakes (2019)

## Adattamenti televisivi
- The Outcast, miniserie TV, regia di Iain Softley (2015) dal romanzo Il bambino del fiume

## Filmografia
- L'educazione fisica delle fanciulle (The Fine Art of Love: Mine Ha-Ha), regia di John Irvin (2005) (co-sceneggiatrice)

## Premi e riconoscimenti
- Costa Book Awards: 2008 vincitrice nella categoria "Miglior romanzo d'esordio" con Il bambino del fiume
- Women's Prize for Fiction: 2009 finalista con Piccole guerre